# Nílson (ur. 1965)
Nílson , właśc. Nílson Esídio Mora (ur. 19 listopada 1965 w Santa Rita do Passa Quatro) – piłkarz brazylijski, występujący podczas kariery na pozycji napastnika.

## Kariera klubowa
Karierę piłkarską Nílson rozpoczął w klubie XV de Jaú w 1982. W lidze brazylijskiej zadebiutował 17 marca 1982 w zremisowanym 1-1 meczu z Paysandu SC. Przełomem w jego karierze był transfer do SC Internacional w 1987. Z Internacionalem zdobył mistrzostwo stanu Rio Grande do Sul – Campeonato Gaúcho w 1990. Indywidualnie Nilson był królem strzelców lidze brazylijskiej w 1988 (15 bramek) oraz ligi stanowej w 1990 (22 bramki).
W 1990 wyjechał do Hiszpanii do Celty Vigo. Pobyt w Celcie był nieudany i po rozegraniu 9 spotkań, w których zdobył 2 bramki Nilson powrócił do Porto Alegre, gdzie został zawodnikiem Grêmio. Potem Nilson występował w São Paulo w Portuguesie i Corinthians Paulista oraz Rio we CR Flamengo i Fluminense FC. W 1993 powrócił na Półwysep Iberyjski, gdzie przez półtora sezonu grał w Albacete Balompié i Realu Valladolid. Ogółem w Primera División rozegrał 58 spotkań, w których strzelił 16 bramek.
Po powrocie do Brazylii Nilson występował w SE Palmeiras i CR Vasco da Gama, po czym wyjechał do Meksyku, gdzie został zawodnikiem Tigres UANL. W 1997 występował w Athletico Paranaense. W barwach Atlético 8 listopada 1997 w zremisowanym 1-1 meczu z Criciúma EC Nilson wystąpił po raz ostatni w lidze brazylijskiej. W 73 min. strzelił jedyną bramkę w tym meczu.
Ogółem w latach 1982–1997 wystąpił w lidze w 109 meczach, w których strzelił 44 bramki. Na przełomie wieków Nilson występował w Peru w klubach z Limy Sportingu Cristal i Universitario. W barwach Sportingu był królem strzelców ligi peruwiańskiej (25 bramek). Karierę zakończył w 2003 w Nacionalu São Paulo.

## Kariera reprezentacyjna
W reprezentacji Brazylii Nílson zadebiutował 24 maja 1989 w zremisowanym 1-1 towarzyskim meczu z reprezentacją Peru. Ostatni raz w reprezentacji Nílson wystąpił 26 listopada 1992 w przegranym 1-2 towarzyskim meczu z reprezentacją Urugwaju.
| Mecze i gole w reprezentacji | Mecze i gole w reprezentacji | Mecze i gole w reprezentacji | Mecze i gole w reprezentacji | Mecze i gole w reprezentacji | Mecze i gole w reprezentacji | Mecze i gole w reprezentacji |
| #                            | Data                         | Miasto                       | Przeciwnik                   | Gol                          | Wynik                        | Rozgrywki                    |
| ---------------------------- | ---------------------------- | ---------------------------- | ---------------------------- | ---------------------------- | ---------------------------- | ---------------------------- |
| 1.                           | 24.05.1989                   | Lima                         | Peru                         |                              | 1:1                          | towarzyski                   |
| 2.                           | 12.09.1990                   | Gijón                        | Hiszpania                    |                              | 0:3                          | towarzyski                   |
| 3.                           | 30.04.1992                   | Montevideo                   | Urugwaj                      |                              | 0:1                          | towarzyski                   |
| 4.                           | 26.11.1992                   | Campina Grande               | Urugwaj                      |                              | 1:2                          | towarzyski                   |